# パヴェ

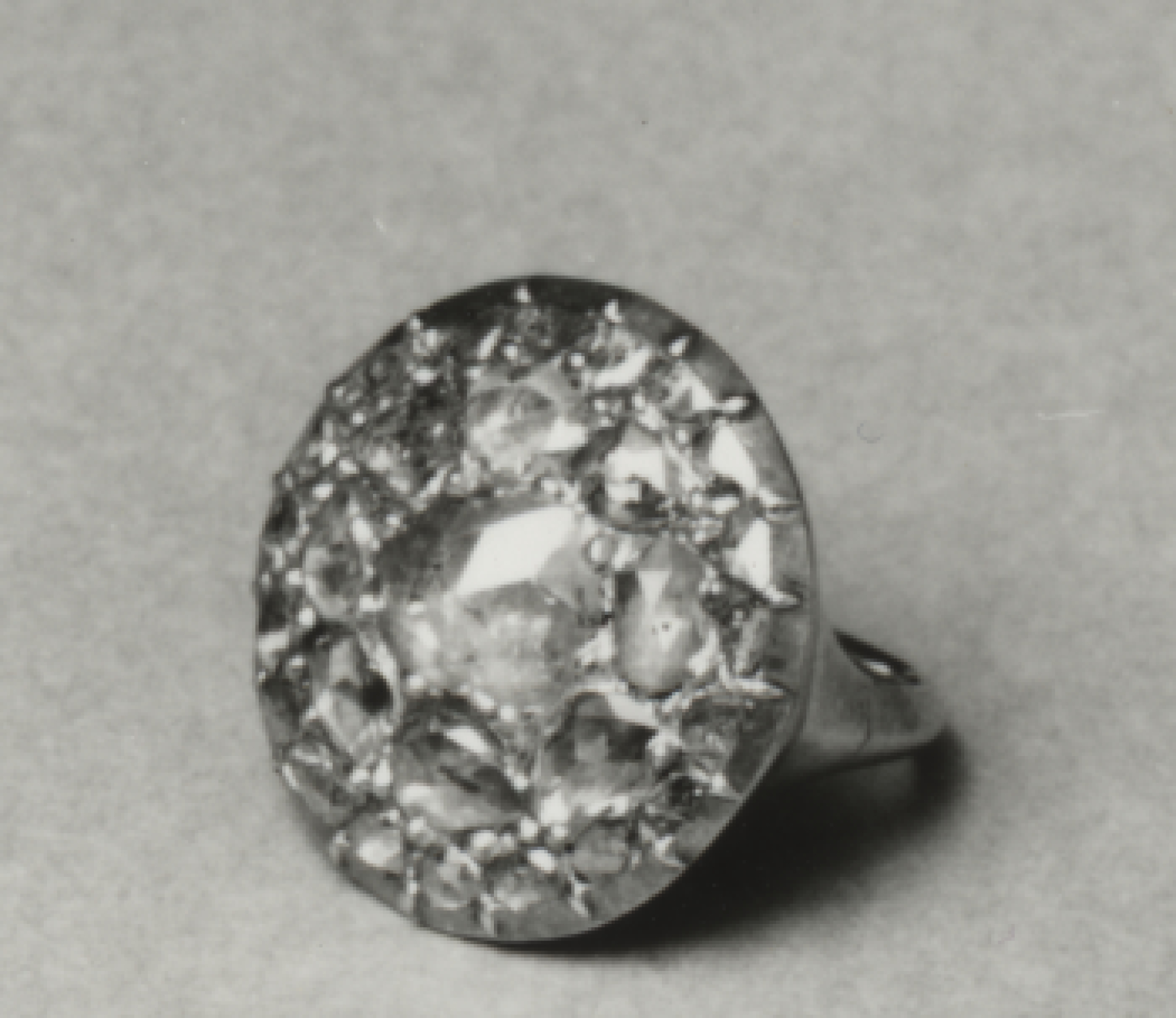

パヴェ (Pave) とは、金属の土台に宝石を密接させて敷き詰める宝飾の技法・デザインである。
指輪の場合、アーム部分に小さな宝石を敷き詰めたものはパヴェリングと呼ばれ、台座の高さが低いことから、衣服に引っかかりにくく普段使いしやすいとされる。

## 由来
パヴェとはフランス語で、舗装された道、石畳を意味し、メレダイヤを敷き詰めた形状が石畳のように見えることから名付けられたとされている。

## デザインの特徴
- 沢山の石を敷き詰めるため、豪華な印象を与えることができる。
- 通常ダイヤを使用することが多いが、誕生石など他の石を使ったり、複数の石を使用することもでき、石の組み合わせで印象も変わる。
- 小さな石を多く使うため石が取れることも多く、慎重に扱う必要がある。